# Bílá (okres Liberec)
Bílá (německy Bilai) je vesnice a společně s dalšími přidruženými vesnicemi i obec v Podještědí, v okrese Liberec v Libereckém kraji, asi 4 km západně od Hodkovic nad Mohelkou, 10 km jižně od Liberce mezi Hodkovicemi a Českým Dubem. Ve vsi je mateřská škola. Žije zde 965 obyvatel.
Územím obce (konkrétně Vlčetínem) prochází silnice mezi Hodkovicemi a Českým Dubem.

## Historie
Na území obce je doloženo osídlení již ve 3. tisíciletí př. n. l. Jako malá osada je poprvé zmíněna roku 1537, když Jan z Vartenberka, jako majitel Českého Dubu a nejvyšší pražský purkrabí, povolil koupi statku za 30 kop míšeňských Martinu Jahodinovi od jeho macechy Sáry. Šimák (1909) k Bílé uvádí, že statek č. p. 1 byl manským dvorcem. Urbář dubského panství z roku 1590 uvádí další obce, ze kterých se dnešní Bílá skládá: Vlčetín, Luhov, Bohdánkov, Petrašovice, Kohoutovice, Dolení Vesec, Kocourov, Bílý, Dehtáry, Chvalčovice, Hradčany, Trávníček a Letařovice. Vsi mají tradičně zemědělský charakter.
Současné jméno obce zní Bílá. Před rokem 1850 je registrován název Běla. Ještě koncem 19. století se úředně i lidově používal název Bělá. Od roku 1890 je úředně používán název Bílá. Úřední německý název v době okupace zněl Bilei. Jelikož se ves nachází na kopci, je dodnes k slyšení původní lidová podoba „jedeme na Bílou“ místo spisovného „do Bílé.“
Od roku 1850 došlo ke zrušení patrimoniální správy. Hospodářsko-politické kompetence přešly na okresní hejtmanství a soudnictví na okresní soudy. Nedaleký Český Dub se stal centrem nového politického a soudního okresu, který převzal pravomoci městského soudu. Do roku 1873 byl starostou Bílé Václav Bláha, kterého vystřídal František Růta. První kamenná školní budova (č. p. 44) byla v Bílé postavena v roce 1813. Budova školy přestala relativně brzy kapacitně stačit. V roce 1881 začala být řešena přístavba nového křídla budovy určeného pro druhou školní třídu. V roce 1883 měla Bílá 336 obyvatel a byla ryze zemědělskou obcí. Tehdy zde nefungovala žádná živnost pekařská, řeznická nebo obchodní (hokynář). V roce 1893 byl starostovou Václav Hořák. V témže roce došlo zhruba 500 m jihozápadně od středu obce k založení místního hřbitova. Správu obce převzalo v březnu 1902 zastupitelstvo, které vedl starosta Josef Slavík.
K zásadní události v historii Bílé došlo 21. září 1903. V deset hodin dopoledne vypukl v usedlosti Václava Sluky č. p. 33 ničivý požár, který se rychle rozšířil prakticky na celou obec. Během dvou hodin lehlo popelem celkem 27 hospodářských stavení. Podle zpráv kronikáře místní nestihli zachránit prakticky nic.
V červnu 1905 složilo slib nové obecní zastupitelstvo (představenstvo) vedl ho nadále Josef Slavík. O tři roky později se stal starostou Josef Resl. Další obecní zastupitelstvo začalo fungovat od června 1912 a vedl ho František Mizera. Starostou se v roce 1919 stal Václav Červa a v roce 1924 Josef Šámal. Sčítání obyvatel v roce 1921 registrovalo v Bílé celkem 300 obyvatel žijících v 59 domech.
Obec Bílá patřila až do roku 1938 k politickému okresu Turnov. Po Mnichovském diktátu a odstoupení pohraničí se Bílá proti všem předpokladům dostala na území připojené k Německu. Občané zmíněných vsí obdrželi neblahou zprávu 22. listopadu 1938. K samotnému záboru došlo o dva dny později. Dosavadní zastupitelstva obcí byla rozpuštěna a správu připojených českých obcí převzali jmenovaní starostové německé národnosti. Jmenoval je liberecký Landrat, který od 20. listopadu 1938 nahradil dosavadní okresní úřady.
Po osvobození v roce 1945 připadlo Českodubsko ke správnímu okresu Turnov. Pod něj celá oblast správně spadala až do roku 1960. Soudní okres Český Dub byl sice prezidentským dekretem č. 79/1945 Sb. obnoven, ale vlastní soud zde již nikdy zřízen nebyl. Jeho působnost přešla na Okresní soud v Turnově. Podle tehdy nového územně správního uspořádání a zrušení okresu Turnov, přešlo v roce 1960 celé Podještědí k okresu Liberec.

## Členění obce
K. ú. Bílá u Českého Dubu
- Bílá se samotou Píska

K. ú. Vlčetín u Bílé
- Vlčetín se samotou Luhov
- Domaslavice

K. ú. Petrašovice
- Petrašovice
- Bohdánkov
- Kohoutovice
- Vesec (ZSJ Vesec díl 1)
- Kocourov (ZSJ Vesec díl 2)

K. ú. Chvalčovice
- Chvalčovice
- Dehtáry (ZSJ Dehtáry díl 1)
- Klamorna (ZSJ Dehtáry díl 2)

K. ú. Hradčany u Českého Dubu
- Hradčany
- Letařovice
- Trávníček

## Zajímavosti a pamětihodnosti

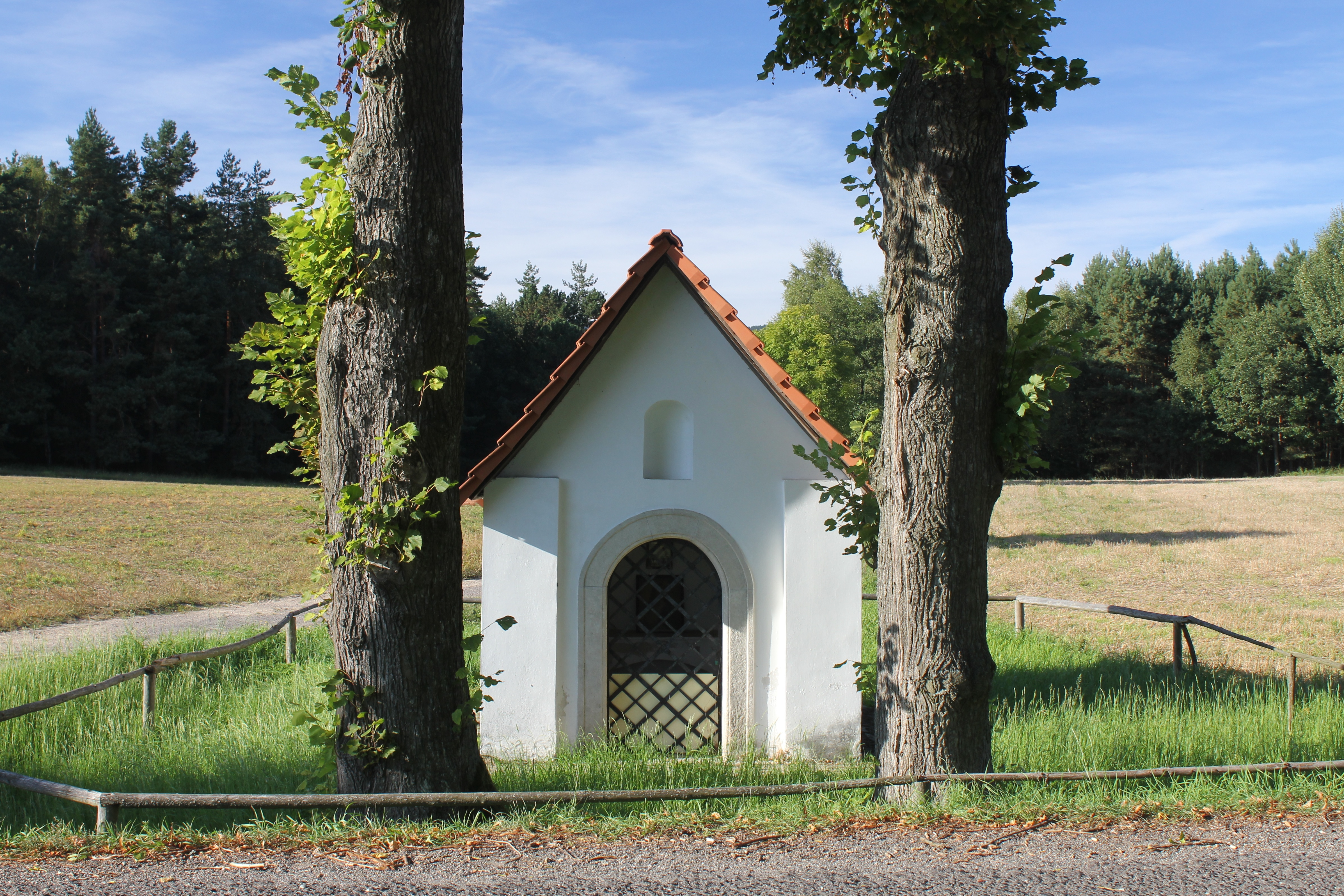
Kaplička Panny Marie

- Obytná zástavba a objekty statku v Bílé tvoří kruhový půdorys.
- Roubený dům č. p. 20 s lomenicí se zapuštěnou pavlačí a horským štítem pochází z roku 1833.
- Kostel sv. Jakuba Staršího v Letařovicích
- Petrašovice navštěvoval český básník Fráňa Šrámek, který se ucházel o dceru tehdejšího řídícího učitele, se kterou se nakonec oženil.
- Do prostředí samoty Luhov (doložené již v 16. století) zasadila Karolína Světlá děj románu Nemodlenec.